# Нова Роспаш 2-а
Нова Роспаш 2-а (рос. Новая Роспашь 2-я) — присілок в Красноборському районі Архангельської області Російської Федерації.
Населення становить 24 особи. Входить до складу муніципального утворення Телеговське сільське поселення.

## Історія
Від 2004 року входить до складу муніципального утворення Телеговське сільське поселення.

## Населення
| 2010 |
| ---- |
| 24   |